# Challenger de Morelos
El Morelos Open es un torneo profesional de tenis. Pertenece al ATP Challenger Tour. Se juega desde el año 2014 en el Hotel Racquet Club de Cuernavaca sobre pistas duras, en Morelos, México.

## Palmarés

### Individuales
| Año  | Campeón                    | Finalista                | Resultado        |
| ---- | -------------------------- | ------------------------ | ---------------- |
| 2014 | Gerald Melzer              | Víctor Estrella          | 6-1, 6-4         |
| 2015 | Víctor Estrella            | Damir Dzumhur            | 7-5, 6-4         |
| 2016 | Gerald Melzer              | Alejandro González       | 7–6(4), 6–3      |
| 2017 | Alexander Bublik           | Nicolás Jarry            | 7–6(5), 6–4      |
| 2018 | Dennis Novikov             | Christian Garín          | 6–4, 6–3         |
| 2019 | Matías Franco Descotte     | Gonzalo Escobar          | 6–1, 6–4         |
| 2020 | Jurij Rodionov             | Juan Pablo Ficovich      | 4–6, 6–2, 6–3    |
| 2021 | No celebrado               | No celebrado             | No celebrado     |
| 2022 | Jay Clarke                 | Adrián Menéndez Maceiras | 6–1, 4–6, 7–6(5) |
| 2023 | Thiago Agustín Tirante     | James Duckworth          | 7–5, 6–0         |
| 2024 | Giovanni Mpetshi Perricard | Nicolás Mejía            | 7–5, 7–5         |
| 2025 | Marc-Andrea Hüsler         | Dmitry Popko             | 6–4, 3–6, 6–4    |

### Dobles
| Año  | Campeones                             | Finalistas                                          | Resultado              |
| ---- | ------------------------------------- | --------------------------------------------------- | ---------------------- |
| 2014 | Andrej Martin Gerald Melzer           | Alejandro Moreno Figueroa Miguel Ángel Reyes-Varela | 6-2, 6-4               |
| 2015 | Ruben Gonzales Darren Walsh           | Emilio Gómez Roberto Maytín                         | 4–6, 6–3, [12–10]      |
| 2016 | Philip Bester Peter Polansky          | Marcelo Arévalo Sergio Galdós                       | 6–4, 3–6, [10–6]       |
| 2017 | Austin Krajicek Jackson Withrow       | Kevin King Dean O'Brien                             | 6–7(4), 7–6(5), [11–9] |
| 2018 | Roberto Maytín Fernando Romboli       | Evan King Nathan Pasha                              | 7–5, 6–3               |
| 2019 | André Göransson Marc-Andrea Hüsler    | Gonzalo Escobar Luis David Martínez                 | 6–3, 3–6, [11–9]       |
| 2020 | Luke Saville John-Patrick Smith       | Carlos Gómez-Herrera Shintaro Mochizuki             | 6–3, 6–7(4), [10–5]    |
| 2021 | No celebrado                          | No celebrado                                        | No celebrado           |
| 2022 | JC Aragone Adrián Menéndez Maceiras   | Nicolás Mejía Roberto Quiroz                        | 7–6(4), 6–2            |
| 2023 | Skander Mansouri Michail Pervolarakis | Benjamin Lock Rubin Statham                         | 6–4, 6–4               |
| 2024 | Arjun Kadhe Jeevan Nedunchezhiyan     | Piotr Matuszewski Matthew Romios                    | 7–6(5), 6–4            |
| 2025 | Jody Maginley Alfredo Perez           | Finn Reynolds James Watt                            | 7–5, 6–7(5), [10–8]    |